# Partido del Trabajo de Bélgica
El Partido del Trabajo de Bélgica (en flamenco: Partij van de Arbeid van België; en francés: Parti du Travail de Belgique) es un partido político de Bélgica. Pese a que cambia de denominación según la región lingüística en la que se encuentren, es de los pocos partidos que actúa a nivel unitario en toda Bélgica, promoviendo una postura unionista.
Se fundó en 1979 y fue de orientación marxista-leninista y maoísta en sus primeros años. Su presidente es Raoul Hedebouw.

## Historia del PTB

### De AMADA al I Congreso del PTB
El primer germen del PTB surge a raíz de los movimientos de protesta estudiantil que se dieron por toda Europa a finales de la década de 1960. En Bélgica, estas protestas comenzaron en la ciudad de Lovaina, aunque posteriormente se extenderían a todo el país.
Después de una ruptura progresiva con el nacionalismo flamenco, ciertos militantes de estos movimientos estudiantiles se fueron orientando hacia el maoísmo. Calificaban al antiguo Partido Comunista de Bélgica como "revisionista" y demasiado permisivo con las políticas socialdemócratas del Gobierno belga.
A principios de la década de 1970 se funda la revista AMADA (siglas en flamenco de la frase: ¡Todo el poder para los obreros!), que ya en 1974 se convertiría en partido político. 
En 1979 la TPO/AMADA (ya con siglas bilingües) celebra su I Congreso, en la que se refundaría ya como PTB y elegiría a Ludo Martens como cabeza del nuevo Partido. A este Congreso acudió como invitado Laurent-Désiré Kabila, el que se convertiría décadas más tarde en presidente de la República Democrática del Congo, antigua colonia belga.

### Primeros años como PTB
Entre 1974 y 1985 la actividad principal del PTB se centró, en materia de asuntos internacionales, en "defender a Bélgica ante el imperialismo estadounidense y el "social-imperialismo" de la Unión Soviética", una postura característica de las organizaciones maoístas de la época. Consideraban inevitable e inminente una Tercera Guerra Mundial, lo que según ellos afirmaban que era debido a las continuas tensiones que provocaban tanto la URSS como los países aliados de ésta, como Cuba o Vietnam tras la victoria en su guerra civil. El antisovietismo del PTB era tal que incluso llegaron, en la década de 1970, a abogar por un fortalecimiento de la OTAN en Europa para formar un "frente antisoviético". Fueron particularmente activos en la campaña de rechazo a la intervención soviética en Afganistán de 1979.
A partir de la llegada al poder de Mijail Gorbachov en 1985, el PTB comenzó a cambiar radicalmente sus políticas con respecto a la URSS y a los países del Pacto de Varsovia.

### El PTB en la actualidad
En las elecciones federales belgas de 2003, el PTB se asoció en Flandes con la Liga Árabe Europea, en una coalición que tomó el nombre de RESIST.
En esta época tras el colapso del Bloque del Este, el PTB siempre se ha mostrado favorable hacia los gobiernos considerados antiimperialistas como Cuba, Venezuela, Corea del Norte, o la Bolivia de Evo Morales, entre otros.
Significativa es también la visión que mantiene el PTB de la República Popular China, inusual en un partido comunista europeo, afirmando que el socialismo aún sigue vigente en el gigante asiático y defendiendo el modelo de Deng Xiaoping y el actual modelo de Xi Jinping y el Partido Comunista de China. Debido a esto la línea 'antirrevisionista' del PTB ha sido muy cuestionada dentro de los grupos antirrevisionistas e incluso hay quienes tachan al PTB de 'revisionista'. 
Los cargos electos del PTB se comprometen a no tener ninguna ventaja financiera en su mandato y de vivir con el salario medio belga (1.700 euros netos al mes).

## Implantación y presencia institucional
En los últimos años el crecimiento del PTB, achacado a la crisis económica y a la radicalización de las clases populares belgas, ha crecido de manera significativa. Sólo en el año 2012 afirman haber crecido en más de 2.000 militantes, contando actualmente con unos 6.811 miembros en toda Bélgica.
El PTB cuenta con un representante municipal en la ciudad de Amberes, donde participa en una coalición con otras fuerzas de izquierda.
En las elecciones regionales y federales de 2014 obtuvo representación en todas las cámaras menos en la de Flandes.

## Resultados electorales

### Elecciones legislativas

#### Cámara de Diputados
| Fecha | Votos         | %     | +/- | Diputados | +/-         | Estatus             |
| ----- | ------------- | ----- | --- | --------- | ----------- | ------------------- |
| 1981  | 40 446 (#14)  | 0,7 % |     | 0/212     |             | Extra-parlamentario |
| 1985  | 46 034 (#15)  | 0,8 % | 0,1 | 0/212     | Sin cambios | Extra-parlamentario |
| 1987  | 45 218 (#13)  | 0,7 % | 0,1 | 0/212     | Sin cambios | Extra-parlamentario |
| 1991  | 30 491 (#14)  | 0,5 % | 0,2 | 0/212     | Sin cambios | Extra-parlamentario |
| 1995  | 20 997 (#13)  | 0,3 % | 0,2 | 0/150     | Sin cambios | Extra-parlamentario |
| 1999  | 30 930 (#13)  | 0,5 % | 0,2 | 0/150     | Sin cambios | Extra-parlamentario |
| 2003  | 20 825 (#16)  | 0,2 % | 0,3 | 0/150     | Sin cambios | Extra-parlamentario |
| 2007  | 56 167 (#12)  | 0,8 % | 0,6 | 0/150     | Sin cambios | Extra-parlamentario |
| 2010  | 101 088 (#12) | 1,6 % | 0,8 | 0/150     | Sin cambios | Extra-parlamentario |
| 2014  | 251 289 (#9)  | 3,7 % | 2,1 | 2/150     | 2           | Oposición           |
| 2019  | 584 621 (#7)  | 8,6 % | 4,9 | 12/150    | 10          | Oposición           |
| 2024  | 688 369 (#4)  | 9,9 % | 1,3 | 15/150    | 3           | Oposición           |

#### Senado
| Fecha | Votos   | %     | +/-         | Diputados | +/-         |
| ----- | ------- | ----- | ----------- | --------- | ----------- |
| 1981  | 49 577  | 0,8 % |             | 0/106     |             |
| 1985  | 44 799  | 0,8 % | Sin cambios | 0/106     | Sin cambios |
| 1987  | 43 386  | 0,7 % | 0,1         | 0/105     | Sin cambios |
| 1991  | 31 754  | 0,5 % | 0,2         | 0/70      | Sin cambios |
| 1995  | 21 607  | 0,4 % | 0,1         | 0/40      | Sin cambios |
| 1999  | 35 493  | 0,6 % | 0,2         | 0/40      | Sin cambios |
| 2003  | 18 699  | 0,1 % | 0,5         | 0/40      | Sin cambios |
| 2007  | 54 807  | 0,8 % | 0,7         | 0/40      | Sin cambios |
| 2010  | 105 060 | 1,6 % | 0,8         | 0/40      | Sin cambios |
| 2014  |         |       | Crecimiento | 0/40      | Sin cambios |
| 2019  |         |       | Crecimiento | 4/40      | 4           |

### Elecciones regionales

#### Bruselas

##### Comunidad Francesa
| Fecha    | Votos       | %      | +/- | Diputados | +/-         | Status              |
| -------- | ----------- | ------ | --- | --------- | ----------- | ------------------- |
| 1989     | 1.283 (#17) | 0,29 % |     | 0/75      | Sin cambios | Extra-parlamentario |
| 1995     | 2 052 (#15) | 0,5 %  | 0,2 | 0/75      | Sin cambios | Extra-parlamentario |
| 1999     | 1 760 (#14) | 0,4 %  | 0,1 | 0/75      | Sin cambios | Extra-parlamentario |
| Distrito |             |        |     |           |             |                     |
| 2004     | 2 221 (#15) | 0,6 %  |     | 0/72      | Sin cambios | Extra-parlamentario |
| 2009     | 3 427 (#14) | 0,8 %  | 0,2 | 0/72      | Sin cambios | Extra-parlamentario |
| 2014     | 15 782 (#6) | 3.9 %  | 3,1 | 4/72      | 4           | Oposición           |
| 2019     | 52 297 (#5) | 13,5 % | 9,6 | 10/72     | 6           | Oposición           |
| 2024     | 81 542 (#5) | 20,9 % | 7,4 | 15/72     | 5           | Oposición           |

##### Comunidad Flamenca
| Fecha    | Votos        | %            | +/-          | Diputados    | +/-          | Status              |              |
| -------- | ------------ | ------------ | ------------ | ------------ | ------------ | ------------------- | ------------ |
| 1989     | 519 (#20)    | 0,1 %        |              | 0/75         | Sin cambios  | Extra-parlamentario |              |
| 1995     | No participó | No participó | No participó | No participó | No participó | No participó        | No participó |
| 1999     | No participó | No participó | No participó | No participó | No participó | No participó        | No participó |
| Distrito |              |              |              |              |              |                     |              |
| 2004     | No participó | No participó | No participó | No participó | No participó | No participó        | No participó |
| 2009     | 611 (#22)    | 1,18 %       |              | 0/17         | Sin cambios  | Extra-parlamentario |              |
| 2014     | No participó | No participó | No participó | No participó | No participó | No participó        | No participó |
| 2019     | 2 992 (#17)  | 4,3 %        |              | 1/17         | 1            | Oposición           |              |
| 2024     | 5 619 (#14)  | 6,9 %        | 2,6          | 1/17         | Sin cambios  | Oposición           |              |

#### Flandes
| Fecha | Votos        | %     | +/-         | Diputados | +/-         | Status              |
| ----- | ------------ | ----- | ----------- | --------- | ----------- | ------------------- |
| 1995  | 21 785 (#11) | 0,6 % |             | 0/124     | Sin cambios | Extra-parlamentario |
| 1999  | 24 162 (#9)  | 0,6 % | Sin cambios | 0/124     | Sin cambios | Extra-parlamentario |
| 2004  | 22 874 (#7)  | 0,6 % | Sin cambios | 0/124     | Sin cambios | Extra-parlamentario |
| 2009  | 42 849 (#10) | 1,0 % | 0,4         | 0/124     | Sin cambios | Extra-parlamentario |
| 2014  | 106 114 (#7) | 2,5 % | 1,1         | 0/124     | Sin cambios | Extra-parlamentario |
| 2019  | 225 593 (#7) | 5,3 % | 2,8         | 4/124     | 4           | Oposición           |
| 2024  | 364.070 (#6) | 8,3 % | 3,0         | 9/124     | 5           | Oposición           |

#### Valonia
| Fecha | Votos        | %      | +/- | Diputados | +/-         | Status              |
| ----- | ------------ | ------ | --- | --------- | ----------- | ------------------- |
| 1995  | 12 726 (#7)  | 0,7 %  |     | 0/75      | Sin cambios | Extra-parlamentario |
| 1999  | 9 408 (#10)  | 0,5 %  | 0,2 | 0/75      | Sin cambios | Extra-parlamentario |
| 2004  | 12 216 (#9)  | 0,6 %  | 0,1 | 0/75      | Sin cambios | Extra-parlamentario |
| 2009  | 24 875 (#7)  | 1,2 %  | 0,6 | 0/75      | Sin cambios | Extra-parlamentario |
| 2014  | 117 228 (#5) | 5,8 %  | 4,6 | 2/75      | 2           | Oposición           |
| 2019  | 278 343 (#4) | 13,7 % | 7,9 | 10/75     | 8           | Oposición           |
| 2024  | 250 146 (#4) | 12,1 % | 1,6 | 8/75      | 2           | Oposición           |

### Elecciones europeas

#### Colegio Francés
| Fecha | Votos        | %            | +/-          | Diputados    | +/-          |              |
| ----- | ------------ | ------------ | ------------ | ------------ | ------------ | ------------ |
| 1984  | 13 082       | 0,6 %        |              | 0/11         |              |              |
| 1989  | 9 031        | 0,4 %        | 0,2          | 0/11         | Sin cambios  |              |
| 1994  | 17 454       | 0,8 %        | 0,4          | 0/10         | Sin cambios  |              |
| 1999  | No participó | No participó | No participó | No participó | No participó | No participó |
| 2004  | 19 645       | 0,8 %        |              | 0/9          | Sin cambios  |              |
| 2009  | 28 483       | 1,2 %        | 0,4          | 0/8          | Sin cambios  |              |
| 2014  | 133 472      | 5,5 %        | 4,3          | 0/8          | Sin cambios  |              |
| 2019  | 355 883      | 14,6 %       | 9,1          | 1/8          | 1            |              |
| 2024  | 397 055      | 15,4 %       | 0,8          | 1/8          | Sin cambios  |              |

#### Colegio Flamenco
| Fecha | Votos   | %     | +/-         | Diputados | +/-         |
| ----- | ------- | ----- | ----------- | --------- | ----------- |
| 1984  | 30 555  | 0,9 % |             | 0/13      |             |
| 1989  | 20 747  | 0,6 % | 0,3         | 0/13      | Sin cambios |
| 1994  | 41 816  | 1,1 % | 0,5         | 0/14      | Sin cambios |
| 1999  | 21 966  | 0,6 % | 0,5         | 0/14      | Sin cambios |
| 2004  | 24 807  | 0,6 % | Sin cambios | 0/14      | Sin cambios |
| 2009  | 40 057  | 1,0 % | 0,4         | 0/13      | Sin cambios |
| 2014  | 101 246 | 2,4 % | 1,4         | 0/12      | Sin cambios |
| 2019  | 210 391 | 5,0 % | 3,6         | 0/12      | Sin cambios |
| 2024  | 366 285 | 8,1 % | 3,1         | 1/13      | 1           |